# Coffea bakossii
Coffea bakossii là một loài thực vật có hoa trong họ Thiến thảo. Loài này được Cheek & Bridson mô tả khoa học đầu tiên năm 2002.